# Василёк (Брянская область)
Василёк — посёлок в Комаричском районе Брянской области. Входит в Усожское сельское поселение (с 2006).

## География
Расположен в 24 км к юго-юго-западу от посёлка Комаричи, в 115 км к югу от Брянска, в 2 км от границы с Курской областью. С запада к посёлку примыкает лесной массив, на северо-западе поблизости находится посёлок Тростенчик.
Имеется подъездная дорога от автодороги Севск — Комаричи.

## История
Основан в 1917 году купцом Колываном, построившим первое здание на этом участке, предположительно в юго-восточной части нынешнего посёлка.
Своё название получил от полевого цветка василька, разросшегося в логе, вокруг которого расположены селение.
Официально получил статус посёлка в 1937 году.
С 1937 года входил в состав Лукинского сельского совета Комаричского района Орловской области. В 1944 году район передан в Брянскую область.

## Население
| 2010 | 2013 |
| ---- | ---- |
| 55   | ↘53  |